# Mast
Masti jsou plasticky deformovatelné léčivé přípravky, při teplotě těla měknoucí, určené k aplikaci na zdravou, poraněnou nebo patologicky změněnou kůži, sliznici, nebo tkáň.
Masti jsou beztvaré hmoty, obvykle bílé nebo nažloutlé barvy, homogenního (stejnorodého) vzhledu. Při pokojové teplotě mají tuhou až polotuhou konzistenci. Jsou lehce roztíratelné na pokožce.
Masti se skládají z masťového základu a dalších pomocných látek a z účinných léčivých látek, nebo i jen ze samotného masťového základu.

## Historie

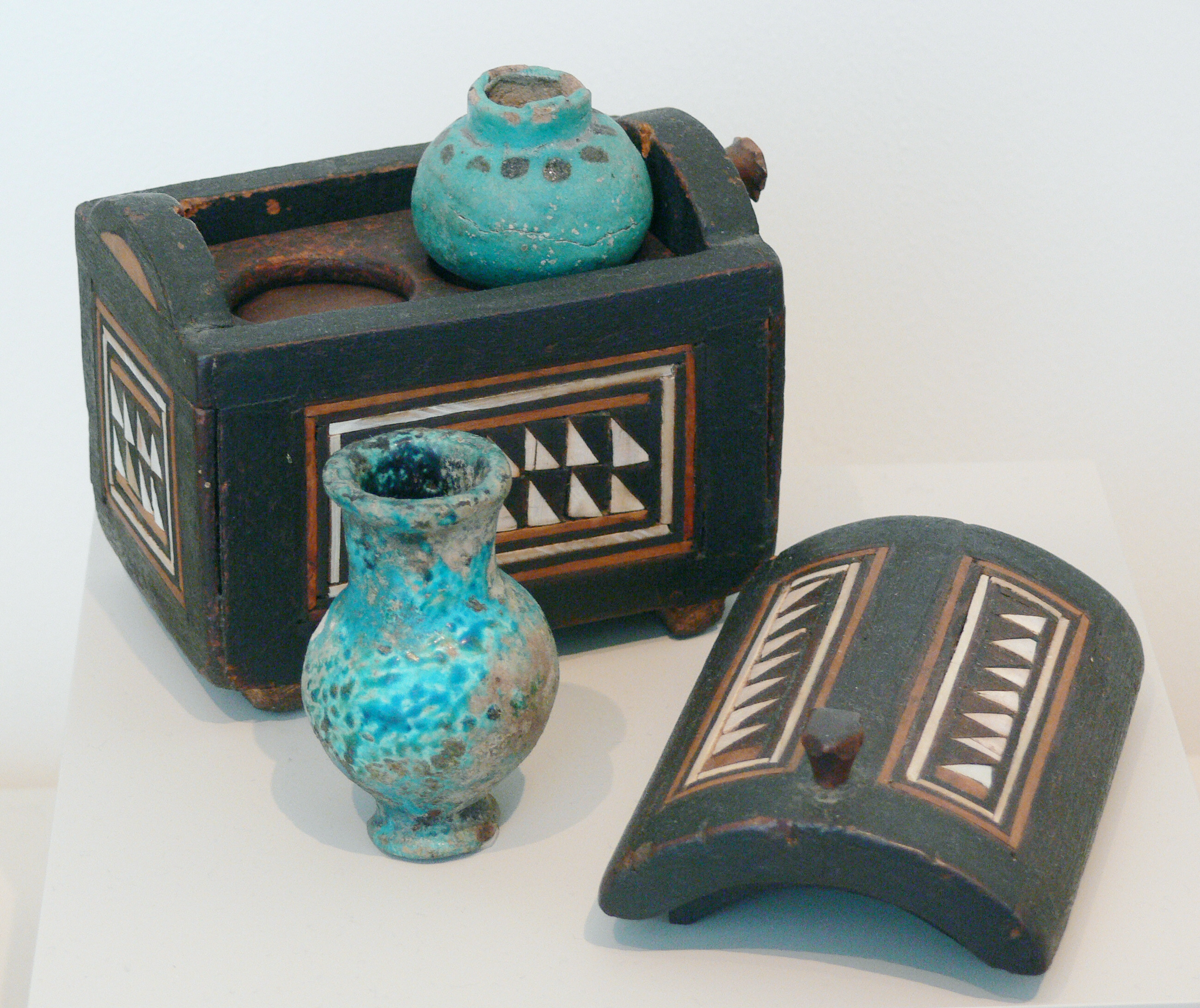
Egyptské nádobky na masti (přibližně 1400 př. n. l.)

Masti jsou jedny z nejstarších aplikačních forem: Vznikaly už v pravěku. Tuk pravěkých zvířat se zpracovával s různými léčivy do rituálních, kosmetických a léčivých mazání.
Ve starověku dostaly masti a jim podobné přípravky své farmaceutické označení: unguenta. Základem tehdejších mastí byly rozmanité tuky, jako např. vepřové sádlo, které se stálé používá, hovězí sádlo, husí, psí, medvědí a dokonce i lidské sádlo. Dále pak různé druhy olejů (slunečnicový nebo olivový) a vosků (včelí).
Od 19. století se živočišné tuky přestávají používat a začínají se používat produkty z ropy (např. vazelína bílá lékařská nebo vazelína žlutá lékařská). Poslední dobou však možná ze zaznamenat jejich renesanci (viz sádlo).[zdroj⁠?!]

## Rozdělení mastí
podle rozpustnosti masťového základu
- oleomasti – rozpustné v chloroformu,
- hydromasti – rozpustné ve vodě.

podle povahy
- jednofázové masti – léčivá látka je v masťovém základu rozpuštěna
- dvoufázové masti – suspenzní nebo emulzní jsou to buď krémy nebo pasty
- třífázové masti – emulzně suspenzní léčivo je dispergováno v krémovém základu

podle použití
- ochranné – chrání pokožku před vlivy prostředí (např. Neutrogena, Indulona)
- léčebné
  - dermální,
  - oční,
  - nosní masti, apod.
- kosmetické – krémy na vrásky aj.
- pomocné – gely (hydrogely) používané při vyšetřeních ke zmírnění bolesti.

podle průniku pokožkou, kam až se léčivo dostane, podle hloubky účinku
- s účinkem povrchovým – léčivo se uvolní a působí pouze na povrchu tkáně
- masti s účinkem penetračním – léčivo pronikne do pokožky
- masti s účinkem resorpčním – působí v zárodečné vrstvě kůže, může se však dostat až do krve nebo lymfy.

### Disperzní směsi
Masti jsou z fyzikálně–chemického pohledu disperzní soustavy, jsou to směsi různě velkých částic a skupenství.

#### Krémy
Krémy jsou plasticky neformovatelné emulzní nebo suspenzně emulzní léčivé přípravky obsahující nejméně 10 % vody, určené k aplikaci na kůži, sliznici nebo tkáň. Podle krémového základu je dělíme na
- oleokrémy,
- hydrokrémy.

#### Pasty
Pasty jsou plasticky neformovatelné léčivé přípravky, suspenzní nebo suspenzně emulzní, obsahující nejméně 25 % dispergovaných tuhých látek, určené k aplikaci na kůži, sliznici nebo tkáň.

#### Oční masti
Oční masti jsou plasticky deformovatelné přípravky určené k ošetření oka. Jsou vždy sterilní. Aplikují se do spojivkového vaku.

## Výroba mastí, složení

### Materiál mastí
Uhlovodíkové základy mastí
- vazelína
  - žlutá vazelína (vaselina flava)
  - bílá vazelína (vaselina alba) – vznikne vyčištěním žluté vazelíny kyselinou sírovou
- parafín
  - tekutý parafín
  - tuhý parafín
- pix
- ichtamolum

rostlinné oleje
- slunečnicový olej (oleum helianthi)
- ricinový olej (oleum ricini)
- glycerol
- olivový olej (oleum olivae)
- škroby
- deriváty celulózy

živočišné suroviny
- tuk z ovčí vlny (Adeps lanae)
- včelí vosk
  - žlutý včelí vosk (cera flava)
  - bílý včelí vosk (cera alba) – vznikne vybělením žlutého včelího vosku
- vepřové sádlo – využívá se i v průmyslu – má výbornou vstřebatelnost, ale rychle žlukne
- vorvaňovina (cetaceum) – tuk z lebeční dutiny vorvaně – dnes se již nepoužívá

suroviny vyráběné průmyslově
- cetylpalmitát – náhrada vorvaňoviny
- syntetické glyceridy
- makrogoly (polyethylenglykoly, dle délky molekuly kapalné až pevné)
- silikonové oleje
- Carbopol – polyakrylátový polymer pro přípravu hydrogelů. V lékárnách se používá například k výrobě indometacinového gelu (lokální analgetikum).

#### Konzervační přísady
Konzervační látky se využívají hlavně průmyslově:
- methylparaben,
- propylparaben, aj.

V lékárnách je jejich využití při přípravě IVLP (individuálně vyráběných léčivých přípravků) minimální a při výrobě mastí se neuplatňují.

### Masťový základ a další složky
Masťový základ je nejdůležitější součást masti jako léčivého přípravku a na jeho vlastnostech závisí kvalita každého přípravku (masti).
Vlastnosti masťového základu
- dobrá roztíratelnost
- nesmí reagovat s účinnými a pomocnými látkami
- musí se dobře roztírat
- nesmí dráždit pokožku (pokud to není vyžadováno z léčebných důvodů)
- dostatečná chemická a fyzikální stálost

Pro výrobu masťových základů se dnes používají hlavně produkty z ropy a suroviny rostlinného půdu. Význam surovin živočišného původu rychle ustupuje. Živočišné tuky se využívají dnes hlavně v lékárnách.

#### Praktická výroba masti, příklad
Postup výroby jednoduché masti (masťového základu) podle ČSL 4
Unguentum simplex
- Alcohol cetylicus, 5g
- Cera alba, 5g
- Adeps suillus stabilisatus, 90g

Cetylalkohol, bílý vosk a vepřové sádlo se roztaví, promíchají a po vychladnutí se masa znovu promíchá. Vznikne bílá nebo slabě nažloutlá mast. Takovouto mast lze používat maximálně 2 měsíce.

### Obaly
Masti se v průmyslu balí do hliníkových nebo plastových tub se šroubovacími uzávěry. V kosmetickém průmyslu se používají estetické kelímky nebo tuby. Tuby mají tenkou membránu, která se po odšroubování propíchne malým ostnem na vnější straně víčka. Kelímky jsou kryty víčkem a hliníkovou nebo plastovou membránou, která se při prvním otevření strhne.
Masťové základy pro lékárny se plní do umělohmotných nádob. Využívají k výrobě IVLP mastí, které jsou plněny do kelímků vhodného objemu, uzavřeném zaklapávacím nebo šroubovacím víčkem. Kelímky s IVLP jsou označeny červenou signaturou (popiskou) s vyznačenou dobou použitelnosti (expirace). Doba použitelnosti u mastí obsahující léčivé látky bývá asi 1 měsíc.

## Hodnocení jakosti mastí
Kromě základních kritérií, což jsou zkoušky
- totožnosti,
- na čistotu,
- na obsah léčivých a pomocných látek,
- organoleptické (smyslové) zkoušky...

u mastí provádíme a hodnotíme také speciální zkoušky.
Speciální zkoušky pro masti
- dráždivost
zjišťujeme zda v místě aplikace masti zčervená kůže
- kyselost

zjišťujeme množství NaOH (v mg) potřebné k neutralizaci vodných kyselin v 1 g masti.
- hodnota peroxidová

určuje se množství aktivního kyslíku v milimolech obsažené v peroxidové formě v 1000 g masti.
- aktuální acidita

měření pH ve vodném výluhu
- velikost částic

stanovujeme pomocí mikroskopu velikost pevných částic a shluků
- obsah vody
- vodné číslo

množství vody, které se za 24 hodin za běžné teploty naváže na 100 g masti.